# Sarax cochinensis
Espèce
Synonymes
- Phrynichosarax cochinensis Gravely, 1915

Sarax cochinensis est une espèce d'amblypyges de la famille des Charinidae.

## Distribution
Cette espèce est endémique du Kerala en Inde,. Elle se rencontre vers Thrissur.

## Description
La carapace des femelles décrites par Miranda, Giupponi, Prendini et Scharff en 2021 mesure 2,76 mm de long sur 4,05 mm, 2,60 mm de long sur 3,60 mm et 2,40 mm de long sur 3,30 mm.

## Systématique et taxinomie
Cette espèce a été décrite sous le protonyme Phrynichosarax cochinensis par Gravely en 1915. Elle est placée dans le genre Sarax par Weygoldt en 2000.
La sous-espèce Sarax cochinensis bispinosus est élevée au rang d'espèce par Miranda, Giupponi, Prendini et Scharff en 2021.

## Étymologie
Son nom d'espèce, composé de cochin et du suffixe latin -ensis, « qui vit dans, qui habite », lui a été donné en référence au lieu de sa découverte, Cochin.

## Publication originale
- Gravely, 1915 : « A revision of the Oriental subfamilies of. Tarantulidae (order Pedipalpi). » Records of the Indian Museum, vol. 11, p. 433–455 (texte intégral).